# Патус (микрорегион)

Патус на карте.

Патус (порт. Microrregião de Patos) — микрорегион в Бразилии. Входит в штат Параиба. Составная часть мезорегиона Сертан штата Параиба. Население составляет 	126 683	 человека (на 2010 год). Площадь — 	2520,422	 км². Плотность населения — 	50,26	 чел./км².

## Демография
Согласно сведениям, собранным в ходе переписи 2010 г. Национальным институтом географии и статистики (IBGE), население микрорегиона составляет:						
| Полное население                             | Полное население                             | Полное население                             | Полное население                             | 126 683 |
| -------------------------------------------- | -------------------------------------------- | -------------------------------------------- | -------------------------------------------- | ------- |
| в том числе:                                 | Городское население                          | 108 466                                      | Процент городского населения, %              | 85,62   |
|                                              | Сельское население                           | 18 217                                       | Процент сельского населения, %               | 14,38   |
|                                              | Мужское население                            | 60 914                                       | Процент мужского населения, %                | 48,08   |
|                                              | Женское население                            | 65 769                                       | Процент женского населения, %                | 51,92   |
| Плотность населения, чел/км²                 | Плотность населения, чел/км²                 | Плотность населения, чел/км²                 | Плотность населения, чел/км²                 | 50,26   |
| Население микрорегиона в % к населению штата | Население микрорегиона в % к населению штата | Население микрорегиона в % к населению штата | Население микрорегиона в % к населению штата | 3,36    |

## Статистика
- Валовой внутренний продукт на 2003 год составляет 415 157 060,00 реалов (данные: Бразильский институт географии и статистики).
- Валовой внутренний продукт на душу населения на 2003 год составляет 3438,27 реалов (данные: Бразильский институт географии и статистики).
- Индекс развития человеческого потенциала на 2000 год составляет 0,660 (данные: Программа развития ООН).

## Состав микрорегиона
В составе микрорегиона включены следующие муниципалитеты:
1. Арея-ди-Бараунас
2. Касимба-ди-Арея
3. Майн-д’Агуа
4. Пасажен
5. Патус
6. Кишаба
7. Санта-Терезинья
8. Сан-Жозе-ди-Эспиньярас
9. Сан-Жозе-ду-Бонфин